# Helmut Hofer
Helmut Hermann W. Hofer (Sinzig, 26 de fevereiro de 1956) é um matemático estadunidense nascido na Alemanha.

## Publicações selecionadas
- Ekeland, I.; Hofer, H.: Periodic solutions with prescribed minimal period for convex autonomous Hamiltonian systems. Invent. Math. 81 (1985), no. 1, 155–188.
- Hofer, H.; Zehnder, E. Periodic solutions on hypersurfaces and a result by C. Viterbo. Invent. Math. 90 (1987), no. 1, 1–9.
- Ekeland, I.; Hofer, H.: Symplectic topology and Hamiltonian dynamics. Math. Z. 200 (1989), no. 3, 355–378.
- Hofer, H.: On the topological properties of symplectic maps. Proc. Roy. Soc. Edinburgh Sect. A 115 (1990), no. 1-2, 25–38.
- Hofer, H.: Pseudoholomorphic curves in symplectizations with applications to the Weinstein conjecture in dimension three. Invent. Math. 114 (1993), no. 3, 515–563.
- Hofer, H.; Zehnder, E.: Symplectic invariants and Hamiltonian dynamics. Birkhäuser Advanced Texts: Basler Lehrbücher. [Birkhäuser Advanced Texts: Basel Textbooks] Birkhäuser Verlag, Basel, 1994.
- Hofer, H.; Wysocki, K.; Zehnder, E.: The dynamics on three-dimensional strictly convex energy surfaces. Ann. of Math. (2) 148 (1998), no. 1, 197–289.
- Hofer, H.; Wysocki, K.; Zehnder, E.: Finite energy foliations of tight three-spheres and Hamiltonian dynamics. Ann. of Math. (2) 157 (2003), no. 1, 125–255.